# كورتيس يارفين
كورتيس جاي يارفين (ولد 1973)، المعروف أيضًا بالاسم المستعار مينسيوس مولدباغ، هو مدون أمريكي. يشتهر، إلى جانب الفيلسوف نيك لاند، بتأسيس الحركة الفلسفية معاداة المساواتية ومعاداة الديمقراطية المعروفة باسم التنوير المظلم أو الحركة النيو-رد فعلية (NRx).
في مدونته Unqualified Reservations، التي كتبها من 2007 إلى 2014، وفي نشرته الإخبارية اللاحقة Gray Mirror، التي بدأها عام 2020، يجادل بأن الديمقراطية الأمريكية تجربة فاشلة ويجب أن تُستبدل بـ ملكية خاضعة للمساءلة، مشابهة لبنية حوكمة الشركات. في عام 2002، بدأ يارفين العمل على مشروع برمجي شخصي أصبح في النهاية منصة الحوسبة الشبكية Urbit. في عام 2013، شارك في تأسيس شركة Tlon للإشراف على مشروع أوربت، وساعد في قيادته حتى عام 2019.

## السيرة الذاتية

### الحياة المبكرة والتعليم
وُلِد كورتيس غاي يارفين عام 1973 في عائلة علمانية ليبرالية. كان أجداده من جهة الأب يهود أمريكيون وشيوعيين. عمل والده، هربرت يارفين، لصالح الحكومة الأمريكية كدبلوماسي في السلك الدبلوماسي، بينما كانت والدته بروتستانتية من مقاطعة ويستتشستر (نيويورك).
في عام 1985، التحق يارفين ببرنامج دراسة الشباب الموهوبين رياضياً التابع لـجامعة جونز هوبكنز. وفي عام 1988، تخرج من مدرسة وايلد ليك الثانوية، وهي مدرسة عامة في المجتمع المخطط لكولومبيا، ماريلاند.
التحق بجامعة براون من 1988 إلى 1992، ثم بدأ برنامج الدكتوراه في علوم الحاسوب في جامعة كاليفورنيا، بركلي، لكنه انسحب بعد عام ونصف لينضم إلى شركة تقنية.
خلال التسعينيات، تأثر يارفين بثقافة التكنولوجيا الليبرتارية في وادي السيليكون. كما قرأ أعمالًا يمينية ومحافظة أمريكية، حيث قدم له أستاذ القانون الليبرتاري في جامعة تينيسي، غلين رينولدز، أعمال لودفيغ فون ميزس وموراي روثبارد. وقد أثر رفض ميزس والمدرسة النمساوية للتجريبية، وتفضيلهم الاستنتاجات القائمة على المبادئ الأولى، في طريقة تفكير يارفين.
أما اسمه المستعار، "مينسيوس مولدباغ"، فهو مزيج بين الفيلسوف الكونفوشي "مينسيوس" ولعبة على كلمة "غولد باغ".

### أوربت
في عام 2002، أسس يارفين منصة أوربت، وهي شبكة حوسبة لامركزية للخوادم الشخصية. وفي 2013، شارك في تأسيس شركة Tlon Corp في سان فرانسيسكو لتطوير المشروع بتمويل من صندوق الاستثمار التابع لـبيتر ثيل.
في 2016، دُعي يارفين لتقديم عرض حول الجوانب الوظيفية لأوربت في LambdaConf 2016، مما أدى إلى انسحاب خمسة متحدثين ومؤتمرين فرعيين وعدة رعاة بسبب آرائه المثيرة للجدل.
ترك يارفين شركة Tlon في يناير 2019، لكنه لا يزال مشاركًا فكريًا وماليًا في تطوير أوربت.

### التدوين النيو-تفاعلي
أثناء قراءته لأعمال توماس كارليل، اقتنع يارفين بأن الليبرتارية لن تنجح بدون إدراج السلطوية. وقد شكل كتاب هانس-هيرمان هوبه عام 2001، الديمقراطية: الإله الذي فشل، أول قطيعة له مع الديمقراطية. كما تأثر بجيمس بورنهام، الذي جادل بأن السياسة الحقيقية تُدار من قبل النخب، بينما يظل الخطاب الديمقراطي أو الاشتراكي مجرد واجهة.
في العقد الأول من القرن الحادي والعشرين، عززت فشل جهود بناء الدول التي قادتها الولايات المتحدة في العراق وأفغانستان من معاداة يارفين للديمقراطية، بينما قوى رد الفعل الفيدرالي على الأزمة المالية لعام 2008 من قناعاته الليبرتارية. كما عزز انتخاب باراك أوباما قناعته بأن التاريخ يتجه حتمًا نحو مجتمعات يسارية.
في عام 2007، بدأ يارفين مدونة Unqualified Reservations للترويج لرؤيته السياسية. في إحدى تدويناته المبكرة، استعار عبارة من فيلم ذا ماتريكس، مستخدمًا مصطلح "الحبة الحمراء" بمعنى تحطيم الأوهام التقدمية. توقف عن تحديث المدونة عام 2013 للتركيز على أوربت، وفي أبريل 2016، أعلن أن Unqualified Reservations "أكملت مهمتها".
في 2020، بدأ يارفين التدوين مجددًا تحت اسم Gray Mirror. تضمنت مقالاته مثل "تأملات حول الانتخابات المتأخرة" (2020) و"ثورة الفراشة" (2022) أفكارًا تجريبية حول كيفية تنفيذ انقلاب أمريكي واستبدال الديمقراطية بنظام ملكي جديد، وهي أفكار وصفها النقاد بأنها "فاشية".
في يناير 2025، حضر يارفين حفل تنصيب الرئيس الأمريكي دونالد ترامب في واشنطن العاصمة، الذي نظمته دار النشر اليمينية المتطرفة Passage Press. ووفقًا لـبوليتيكو، كان "ضيف شرف غير رسمي" بسبب "تأثيره الكبير على اليمين الترامبي".

## آراء

### التنوير المظلم
يرى يارفين أن السلطة السياسية الحقيقية في الولايات المتحدة تحت سيطرة ما يسميه "الكاتدرائية"، وهو مزيج غير رسمي من الجامعات والصحافة السائدة، حيث يتعاونان للتأثير على الرأي العام.
يعتقد يارفين أن هناك طبقة اجتماعية يطلق عليها "البراهمة" (في إشارة إلى طبقة البراهمة في نظام الطبقات في الهند وبوسطن براهمة في أمريكا)، تهيمن على المجتمع الأمريكي وتنشر القيم التقدمية للجماهير. يشير هذا التشبيه إلى رأيه بأن أيديولوجية "الكاتدرائية" يتم غرسها في الناس بنفس الطريقة التي تنقل بها المؤسسات الدينية العقيدة إلى أتباعها المتحمسين. وفقًا له ولمؤيدي التنوير المظلم (الذي يُشار إليه أحيانًا بـ "NRx")، فإن التزام الكاتدرائية بالمساواة والعدالة يقوض النظام الاجتماعي.
يدعو يارفين إلى قيام "ملك أمريكي" بإغلاق المؤسسات الأكاديمية ووسائل الإعلام النخبوية خلال الأشهر الأولى من حكمه.
باستخدام استعارات من علوم الحاسوب، يرى يارفين أن المجتمع بحاجة إلى "إعادة ضبط شاملة" أو "إعادة تشغيل"، وليس إلى سلسلة من الإصلاحات السياسية التدريجية. وبدلًا من النشاط السياسي، يدعو إلى "السلبية"، معتقدًا أن التقدمية ستفشل من تلقاء نفسها إذا لم يكن هناك معارضة يمينية.
يدعو يارفين إلى فلسفة "نيوقمرالية"، مستوحاة من فريدريك الأكبر والقمرالية. وفقًا له، فإن الحكومات الديمقراطية غير فعالة ويجب استبدالها بشركات مساهمة ذات سيادة، حيث ينتخب المساهمون التنفيذي الذي يمتلك سلطة مطلقة لكنه يعمل لخدمتهم.

### اليمين البديل
وُصف يارفين بأنه جزء من اليمين البديل من قبل الصحفيين والمعلقين. ومع ذلك، نأى بنفسه علنًا عن هذه الحركة.

### الآراء حول العرق
اتهم يارفين بتأييد نظريات تفوق البيض، لكنه رفض هذه الاتهامات. لقد زعم أن البيض يتمتعون بمعدلات ذكاء أعلى من السود لأسباب وراثية.
في منشور عام 2009، كتب أن برامج الحقوق المدنية في الولايات المتحدة "طُبقت على سكان ذوي أصول صيادين وجامعين حديثة، وليس لديهم سجل قوي في الأخلاق"، مما أدى إلى "قمامة بشرية مطلقة".
كما كتب ضد القوانين التمييزية القائمة على العرق أو الجنس، رغم أنه وفقًا لبعض الباحثين، "اقترح إصلاحات في الرعاية الاجتماعية والسجون تشبه العبودية".
يرى تيت أن كتابات يارفين تتسم بالتناقض، حيث أنه "يدعو إلى الهرمية، لكنه يحتقر النخب الثقافية. رؤيته السياسية ليبرتارية ومستقبلية، لكنها تستخدم لغة الملكية والرجعية. اجتماعيًا، هو ليبرالي في العديد من القضايا، لكنه معادٍ بشدة للتقدمية".

## الحياة الشخصية
كان يارفين متزوجًا من جينيفر كولمر، التي توفيت عام 2021، وأنجب منها طفلين.
كان مخطوبًا لفترة قصيرة للكاتبة ليديا لورينسون، وأنجب منها طفلًا واحدًا.
تزوج من كريستين ميليتيلو عام 2024.
يارفين ملحد.

## روابط خارجية
- Unqualified Reservations – مدونته القديمة
- Gray Mirror – مدونته الجديدة
- مقابلة مع كورتيس يارفين، نيويورك تايمز، يناير 2025